# Parlamento delle Bahamas
Il Parlamento delle Bahamas è il parlamento nazionale bicamerale del Commonwealth delle Bahamas. Esso è formalmente formato da un Governatore Generale (rappresentante della Regina), da un Senato nominato e da una Camera dell'assemblea eletta. La sua sede è presso la capitale Nassau.
La struttura, le funzioni e procedure del parlamento seguono le istruzioni del modello Westminster.

## Storia
Abitate originariamente dai Lucaiani,un ramo del popolo Taino di lingua Arawak, le Bahamas furono il sito del primo approdo di Colombo nel Nuovo Mondo nel 1492. Sebbene gli spagnoli non abbiano mai colonizzato le Bahamas, spedirono i nativi Lucaiani in schiavitù a Hispaniola. Le isole furono per lo più deserte dal 1513 al 1648, quando i coloni inglesi delle Bermuda si stabilirono sull'isola di Eleuthera.
Nel 1670 il re Carlo II concesse le isole ai signori proprietari della Carolina, che affittarono le isole dal re con diritti di commercio, tasse, nomina di governatori e amministrazione del paese. Le Bahamas divennero una colonia della corona britannica nel 1718, quando gli inglesi repressero la pirateria. Un'Assemblea Generale fu istituita nel 1729;  le prime elezioni si sono svolte in settembre e il 29 settembre 1729 ventiquattro membri rappresentanti le isole di New Providence, Eleuthera e Harbour Island si sono riuniti a casa di Samuel Lawford per formare l'Assemblea.
La legislatura delle Bahamas ha avuto una caratteristica bicamerale sin dal suo inizio nel 1729, poiché il consiglio del governatore svolgeva funzioni sia esecutive che legislative. Nel 1841 il governatore Francis Cockburn divise il consiglio dei governatori in due consigli separati.Il Consiglio esecutivo per occuparsi delle funzioni esecutive e il Consiglio legislativo per occuparsi delle funzioni legislative della camera alta.Così nel 1841 la legislatura delle Bahamas assunse più struttura, con il Consiglio legislativo che era l'organo legislativo superiore e la Camera dell'Assemblea era il minore.Il consiglio legislativo alla fine fu ribattezzato senato nel 1964 e divenne la Camera più debole mentre la Camera dell'Assemblea divenne l'organo legislativo superiore.  Il Senato è tuttavia ancora noto come Camera alta e Camera dell'Assemblea ancora come Camera bassa.
Le Bahamas ottennero l'autogoverno nel 1964 e la piena indipendenza all'interno del Commonwealth delle Nazioni il 10 luglio 1973, mantenendo la regina Elisabetta II come monarca. Il Parlamento attualmente costituito è stato istituito dal Capitolo 5 della Costituzione delle Bahamas, entrata in vigore dopo l'indipendenza del Paese dal Regno Unito.